# タチアナ・コストロミナ
タチアナ・コストロミナ（Tatyana Kostromina 1973年2月15日- ）はベラルーシのホメリ出身の卓球選手。
1989年、1990年のヨーロッパユース選手権ジュニアの部で2年連続準優勝を果たした。
世界卓球選手権には1993年の第42回世界卓球選手権（イェテボリ大会）から2008年の第49回世界卓球選手権団体戦（広州大会）まで出場し2006年の第48回世界卓球選手権団体戦では双子のビクトリア・パブロビッチ、ベロニカ・パブロビッチと共に銅メダルを獲得した。
オリンピックでは2004年のアテネオリンピックのダブルスに出場、2008年の北京オリンピックのシングルスでは3回戦（ベスト32）まで進出し香港の林菱に敗れた。
ダブルスでは2002年のヨーロッパ卓球選手権で準優勝、2004年のITTFプロツアーで2度準優勝を果たしている。
2009年に卓球メーカーのJOOLAのスタッフに加わった。